# Will Bynum
William Bynum (nacido el 4 de enero de 1983 en Chicago, Illinois), más conocido como Will Bynum, es un jugador de baloncesto estadounidense que pertenece a la plantilla del Yeşilgiresun Belediyespor Kulübü de la Türkiye Basketbol Süper Ligi.

## Trayectoria deportiva

### High School y Universidad
Bynum fue considerado una leyenda en las calles de Chicago, donde practicaba baloncesto callejero, superando a jugadores de la talla de Antoine Walker, Tony Allen o Luther Head. Tras pasar por el Crane High School, se matriculó en la Universidad de Arizona, donde tras desavenencias con su entrenador, Lute Olson, que no lo incluyó en el quinteto titular en ningún partido durante dos largas temporadas, decidió marcharse a terminar sus estudios a la Universidad de Georgia Tech. Allí llevó a los Yellow Jackets a disputar el partido final de la Final Four del Torneo de la NCAA, anotando una canasta sobre la bocina que les deba la victoria ante los  Huskies de Connecticut. En la final anotó 17 puntos, pero no fue suficiente para derrotar a Oklahoma State.

### Profesional
Tras no entrar en el Draft de la NBA de 2005, firmó contrato con Boston Celtics, pero fue cortado antes del inicio de la temporada 2005-06, yéndose a jugar a la NBA Development League, a los Roanoke Dazzle, donde fue elegido Rookie del Año, tras ser el líder de anotación de la competición, con 24,0 puntos por partido, y segundo en asistencias con 6,7.
Entre los meses de marzo y abril de 2006 disputó 15 partidos con los Golden State Warriors, debutando en la NBA, en los que promedió 3,6 puntos y 1,3 asistencias en apenas 10 minutos de juego por partido.
En la temporada 2006/07 se fue a jugar a Europa, fichando por el Maccabi Tel Aviv de la Liga Israelí, donde en su primera temporada se proclamó campeón de liga. Participó al año siguiente en la Euroliga, promediando 10,6 puntos, 3,0 asistencias y 1,9 rebotes por partido.
En el verano de 2008, participó en las Ligas de Verano celebradas en Las Vegas con los Detroit Pistons, promediando 11,8 puntos, 2,0 rebotes y 3,2 asistencias, convenciendo con su juego al Presidente de Operaciones del club, Joe Dumars, fichándolo por dos temporadas el 30 de julio de ese mismo año. El 12 de marzo de 2010, Bynum estableció su récord individual de 20 asistencias en un solo partido contra los Washington Wizards
Después de seis temporadas con los Pistons, Bynum fue traspasado a los Boston Celtics el 17 de octubre de 2014, a cambio de Joel Anthony, siendo descartado diez días más tarde.

## Estadísticas de su carrera en la NBA

### Temporada regular
| Año     | Equipo       | PJ  | PT | MPP  | %TC  | %3P  | %TL  | RPP | APP | ROB | TPP | PPP  |
| ------- | ------------ | --- | -- | ---- | ---- | ---- | ---- | --- | --- | --- | --- | ---- |
| 2005–06 | Golden State | 15  | 0  | 10.8 | .404 | .222 | .625 | .8  | 1.3 | .5  | .0  | 3.6  |
| 2008–09 | Detroit      | 57  | 1  | 14.1 | .456 | .158 | .798 | 1.3 | 2.8 | .6  | .0  | 7.2  |
| 2009–10 | Detroit      | 63  | 20 | 26.5 | .444 | .218 | .798 | 2.3 | 4.5 | .9  | .1  | 10.0 |
| 2010–11 | Detroit      | 61  | 5  | 18.4 | .448 | .320 | .836 | 1.2 | 3.2 | .9  | .1  | 7.9  |
| 2011–12 | Detroit      | 36  | 0  | 14.3 | .381 | .241 | .766 | 1.6 | 1.8 | .6  | .1  | 5.7  |
| 2012–13 | Detroit      | 65  | 0  | 18.8 | .469 | .316 | .809 | 1.5 | 3.6 | .7  | .1  | 9.8  |
| 2013–14 | Detroit      | 56  | 3  | 18.8 | .428 | .323 | .802 | 1.8 | 3.9 | .7  | .1  | 8.7  |
| Total   | Total        | 353 | 29 | 18.5 | .443 | .280 | .800 | 1.6 | 3.3 | .7  | .1  | 8.2  |

#### Playoffs
| Año   | Equipo  | PJ | PT | MPP  | %TC  | %3P  | %TL   | RPP | APP | ROB | TPP | PPP  |
| ----- | ------- | -- | -- | ---- | ---- | ---- | ----- | --- | --- | --- | --- | ---- |
| 2009  | Detroit | 4  | 0  | 19.5 | .462 | .250 | 1.000 | 1.5 | 2.5 | 1.2 | .0  | 11.8 |
| Total | Total   | 4  | 0  | 19.5 | .462 | .250 | 1.000 | 1.5 | 2.5 | 1.2 | .0  | 11.8 |

## Personal

### Incidente en un night club de Tel Aviv
El 5 de enero de 2008, Bynum se vio envuelto en un incidente en el cual una persona de 22 años resultó herida de bala, considerando la policía sospechoso al jugador, que estaba celebrando su 25 cumpleaños en una discoteca de Tel Aviv. Sufrió arresto domiciliario por miedo a que abandonara el país.
Finalmente los cargos fueron retirados, quedando en libertad.